# Тупиковий запис
У програмуванні тупико́вим за́писом (англ. Dead Store) називають присвоювання значення локальній змінній, якщо це значення не читається жодною з наступних інструкцій. Тупикові записи займають процесорний час і пам'ять, не приносячи ніякої користі. Їх можна виявити за допомогою статичного аналізу коду.

Приклад коду з тупиковим записом мовою Java:
```
// DeadStoreExample.java

import
 
java.util.ArrayList
;

import
 
java.util.List
;

public
 
class
 
DeadStoreExample
 
{

 
public
 
static
 
void
 
main
(
String
[]
 
args
)
 
{

  
List
<
String
>
 
list
 
=
 
new
 
ArrayList
<
String
>
();
 
// Це присвоєння є тупиковим записом, оскільки ArrayList ніколи не читається.

  
list
 
=
 
getList
();

  
System
.
out
.
println
(
list
)

 
}

 
private
 
static
 
List
<
String
>
 
getList
()
 
{

  
return
 
new
 
ArrayList
<
String
>
(
"hello"
);

 
}

}

```

У цьому прикладі створено примірник об'єкта ArrayList<String>, але він жодного разу не використовувався. Замість цього змінній, яка посилалася на нього, присвоєно посилання на інший об'єкт. Область пам'яті, виділену під час оголошення списку ArrayList, слід звільнити, наприклад, за допомогою прибиральника.

Приклад коду з тупиковим записом мовою JavaScript:
```
function
 
func
(
a
,
 
b
)
 
{

  
var
 
x
;

  
var
 
i
 
=
 
300
;

  
while
 
(
i
--
)
 
{

    
x
 
=
 
a
 
+
 
b
;
 
// тупиковий запис

  
}

}

```

У цьому прикладі виконується багаторазовий перезапис однієї і тієї ж локальної змінної в циклі. А використовуватися в програмі після цього циклу може тільки значення, записане на останній ітерація. Таким чином, усі записи в змінну x, крім останнього, є тупиковими.
В оптимізувальному компіляторі видаленням тупикових записів може займатися оптимізація видалення мертвого коду або оптимізація видалення тупикових записів (англ. Dead Store Elimination).